# ジョビジョバ大ピンチ
ジョビジョバ大ピンチ（じょびじょばだいぴんち）はコント集団ジョビジョバが1995年に初演したコメディー戯曲である。脚本･演出、児島雄一。

## 概要
映画『狼たちの午後』をモチーフに2人の銀行強盗が失敗を打開しようと、人質たちと共に架空の国際政治テロリスト集団をでっちあげる。
1995年初演、2000年には『スペーストラベラーズ』の名前で映画化され、映画公開に先立ち再演。2012年には『スペース～』名義の別キャストで『Side;Summer』『Side;Winter』の2度に渡って再演されている。

## あらすじ
ある田舎の支店銀行・コスモ銀行坂上支店では、支店長の佐藤と若い行員の清水が、暗証番号を度忘れして右往左往する電気屋の亭主・倉沢と傲慢な態度で3000万を前借りしようとする政治家秘書・高部への対応に苦慮していた。結局高部の強引さに押されて佐藤が3000万を彼に渡した直後、孤児院育ちの男性2人が綿密な作戦を立てたつもりで強盗に押し入ってくる。
しかし、集金日の下調べをしなかったため集金直後だった上、高部に3000万を渡していたこともあって銀行の金庫はほぼ空、更には金庫の仕組みも知らずに内側から自ら閉めて閉じ込められかけるという素人っぷりで、警察到着までに21分かかるという算段も予想以上に早く警察が駆けつけ囲まれてしまう。
追い詰められた強盗のリーダーは、警察との会話は電話のみという状況に眼を付け、逃走の要求を呑ませるための時間稼ぎとして「6人のテロリスト集団『イナズマシローとエキゾチック組合』が20人の人質を取り銀行に立て籠もった」と見せかけることを思い付き、共犯で弟分のシンゴと4人の人質に協力させ警察相手の芝居を始めた。
頓珍漢な受け答えをしながらも銀行を占拠したテロリストを演じるうちに、強盗2人組と人質たちの間には奇妙な連帯感が芽生え出すが、倉沢が今日中に娘の高校入学資金を振り込まなければいけないと知ったリーダーが金庫に残っていた僅かな現金を渡して彼を解放しようとした直後、強盗たちが持ち込んでいた時限爆弾をシンゴが誤って起動させてしまっていたことが発覚する。
倉沢の思い切った爆弾解除で爆発の危機は去り、ついでに倉沢のカードの暗証番号も判明するが、余りの恐怖と緊張に錯乱し銃を奪って1人だけ逃げ出そうとした清水とそれに激昂したシンゴの諍いを止めようとしたリーダーは、シンゴが発砲した銃弾によって足を負傷してしまう。
その衝撃で、非日常的なシチュエーションに浮足立っていた人質たちは我に返るが、清水とシンゴを責めないリーダーの優しさと彼が零した弱音を聞き、完全に強盗の共犯になるのを承知で一致団結、「イナズマシローとエキゾチック組合」の仲間として、強盗たちを逃がそうとする。
清水は「警察への電話でラジカセに録音した『人質6人を解放する』という宣言と一方的なメッセージを聞かせ、その隙に解放された人質のふりをして6人で逃走する」というアイディアを考え出し、高部は部下にセスナのチャーターと6人分の偽造パスポートの用意を指示する。
「事件の打ち上げとロケット打ち上げを引っ掛けて宇宙に高飛びしよう」という倉沢の発言から「スペーストラベル大作戦」と名付けられた脱出作戦に向けて各自が準備に取り掛かるが、清水が最後の別れとして母親に電話しているのを聞いた2人組は人質たちを強盗の共犯にすることに罪悪感を覚え、「『人質2人を解放する』という電話に乗じて自分たちだけ脱出する、人質たちは脅されて協力させられていたということにしろ」と言い含める。
高部は今まで持っていると言い出せずにいた3000万を餞別として2人組に渡し、清水が人質2人解放を電話で警察に伝える中、2人組は人質たちに別れを告げ、銀行の外へと出て行った。
そしてその直後、銀行の外から銃声が鳴り響く。
しばらく後、ラジオでは、コスモ銀行に押し入った2人の強盗犯が射殺されたことを告げるニュースが流れるのだった。

### あらすじ補足
ラストで強盗2人組が撃たれた理由については、本来は銃声とラジオによるエピローグの間に中島みゆきの『世情』をBGMにした回想メインのシーンが挿入されており、倉沢が「私が『リーゼント』と口走った（後述）せいで警察に身元が割れていたんだ」という旨の発言をしているのだが、VHS及びDVD版ではカットされている。

## キャスト＆登場人物
- リーダー（演：木下明水）

強盗のリーダーで、本名は不明。コードネームは「イナズマシロー」。劇中では「リーダー」、「兄貴」と呼ばれている。
孤児院育ちがきっかけで身を持ち崩して何度も警察の世話になっており、若い頃に大きなリーゼントをしていたのが通り名になってしまった。
娘の入学金のために必死になっていた倉沢に同情したり、錯乱して自らの負傷のきっかけを作った清水を責めないなど、根は心優しく情に厚い。言葉をわざと途中で止めて相手の気を惹くのが好き。
- シンゴ（演：長谷川朝晴）

強盗の弟分。コードネームは「ミルキーベイビー」。
無邪気にはしゃいだり激昂しやすかったりと幼い性格の若者で、軽口を叩いたり冗談を言っては高笑いをする。ロープで人質を縛ろうとしたものの上手くいかずロープを絡ませてしまったり、時限爆弾を乱暴に扱ってうっかり起動させてしまったりとかなり粗忽なところがある。
- 清水（演：六角慎司）

若い銀行員。コードネームは「ダイナミックソフィンクス」。
勤務中にラジオを聴こうとしたり恋人の「望（のぞみ）」に私用電話をかけるなど軽薄な性格だが、事件発生後は解放されようと必死にアイディアを考える。
リーダーが感心するような妙案を思い付いたり、警察が銀行内の会話を聞いている最中に佐藤が低血糖発作で倒れた際には咄嗟に「シャブが切れたんだ」と誤魔化すなど、頭の回転は速い。
- 佐藤（演：坂田聡）

支店長。コードネームは「キングタイターン」。
糖尿病を患っており、低血糖発作に備えてエクレアを常備している。マイペースな大人しい性格だが、終盤でリーダーが弱音を吐いた際には性格が激変し彼を叱咤した。
- 高部（演：石倉力）

政治家の私設秘書。コードネームは「ゴールドパピヨン」。
傲慢な性格で当初は強盗の2人組に対しても反抗的な態度を取るが、警察にテロ集団による銀行占拠を信じさせるために全員が適当な要求をする中で「日本を立て直せ」と言い出すなど、それなりに日本を憂いている。仕えている政治家は使途不明金3000万を文書振り込みしようとするどケチで、事後承諾で強引に3000万を前借りする。
- 倉沢（演：マギー）

電気屋亭主。コードネームは「エレクトリックパレード」。最初は「リーゼント」と名乗ったが、それが偶然にもリーダーの昔の通り名であったため彼らを大慌てさせることとなる。
コメディリリーフでボケ役。人質の中では協力的で、すっかりテロリストのフリを楽しんでいる。娘の私立高校への入学資金を自らのへそくりで工面しようとするが、カードの暗証番号を度忘れして右往左往していた。

## 2012年版キャスト

### Side;Summer
- 河合龍之介
- ラバーガール（大木洋介、飛永翼）
- 富田昌則
- 富岡晃一郎
- 坂田聡

### Side;Winter
- 和田琢磨
- 川本成（あさりど）
- 永山たかし
- 夙川アトム
- 顔田顔彦
- 大堀こういち